# Strzelanina w Boulder
Strzelanina w Boulder – strzelanina, która miała miejsce 22 marca 2021 w supermarkecie w Boulder w stanie Kolorado; zginęło w niej 10 osób, w tym funkcjonariusz policji.

## Przebieg
Strzelanina rozegrała się o godz. 14:30, kiedy sprawca wszedł do supermarketu i zaczął strzelać. Napastnik zaczął strzelać po wejściu do znajdujących się niedaleko ludzi, po czym otworzył ogień do osób, które zaczęły się chować, kiedy usłyszały strzały. Kiedy na miejsce zdarzenia przybyła policja, sprawca zaczął strzelać do funkcjonariuszy, zabijając policjanta Erica Talleya, który w policji służył 11 lat; wymiana ognia między policją a sprawcą zaczęła się o godz. 15:00 i zakończyła się o godz. 15:21 kiedy sprawca poddał się policji. Strzelec podczas wymiany ognia został raniony w nogę.
Wkrótce po ataku policja potwierdziła, że w strzelaninie zginęło 10 osób, w tym policjant.

## Ofiary strzelaniny
Wśród zabitych w strzelaninie było sześciu klientów, trzech pracowników supermarketu i jeden policjant; sprawca był jedyną ranną osobą, która nie zginęła w strzelaninie.

## Sprawca
Sprawcą strzelaniny był 21-letni Ahmad Al-Issa z pobliskiego miasta Arvada. W 2017 roku został skazany na 48 godzin prac społecznych za uderzenie osoby ze szkoły, która miała go prześladować. Podczas ataku w Boulder strzelał z karabinka AR-15, który nabył niedługo przed strzelaniną. Podobno był wcześniej znany FBI, które powiązało go z inną osobą wobec której prowadzono śledztwo. Sprawca miał syryjskie pochodzenie, ale był zasymilowanym obywatelem amerykańskim.

## Po ataku
Po ataku okazało się, że jeden ze świadków miał transmitować na żywo w internecie to, co działo się w środku supermarketu podczas ataku na portalu YouTube, co spotkało się z kontrowersjami.
Wieczorem, jeszcze w dniu ataku, odbyły się uroczystości upamiętniające policjanta, który zginął w strzelaninie.

## Reakcje
Prezydent USA Joe Biden po ataku wezwał polityków amerykańskich z Kongresu do przegłosowania przepisów zakazujących posiadania broni szturmowej. Nakazał też opuścić flagi na najważniejszych budynkach rządowych do połowy masztu na znak oddania hołdu zabitym. Po ataku falę oburzenia wywołały wpisy niektórych skrajnie prawicowych polityków, którzy rasistowsko atakowali słownie Amerykanów pochodzenia arabskiego, a także wpis Meeny Harris, siostrzenicy wiceprezydent USA Kamali Harris, która rasistowsko zaatakowała białych mężczyzn, kiedy rasa i tożsamość strzelca nie była jeszcze znana, nazywając ich najgorszym zagrożeniem terrorystycznym, po czym wpis usunęła, kiedy okazało się, że sprawca miał arabskie pochodzenie.